# شلالات باغسانجان
شلالات باغسانجان، المعروفة أيضًا باسم شلالات كافينتي (والاسم المحلي: شلالات ماغدابيو)، هي واحدة من أشهر الشلالات في الفلبين. تقع في مقاطعة لاجونا، وتُعد من أهم مناطق الجذب السياحي في المنطقة. يمكن الوصول إلى الشلال ذي الثلاث شلالات برحلة نهرية على متن زورق خشبي، يُعرف محليًا باسم "رحلة على المنحدرات"، وهو قادم من بلدية باغسانجان. كما يمكن الوصول إلى الشلالات من قمتها برحلة قصيرة سيرًا على الأقدام من كافينتي.

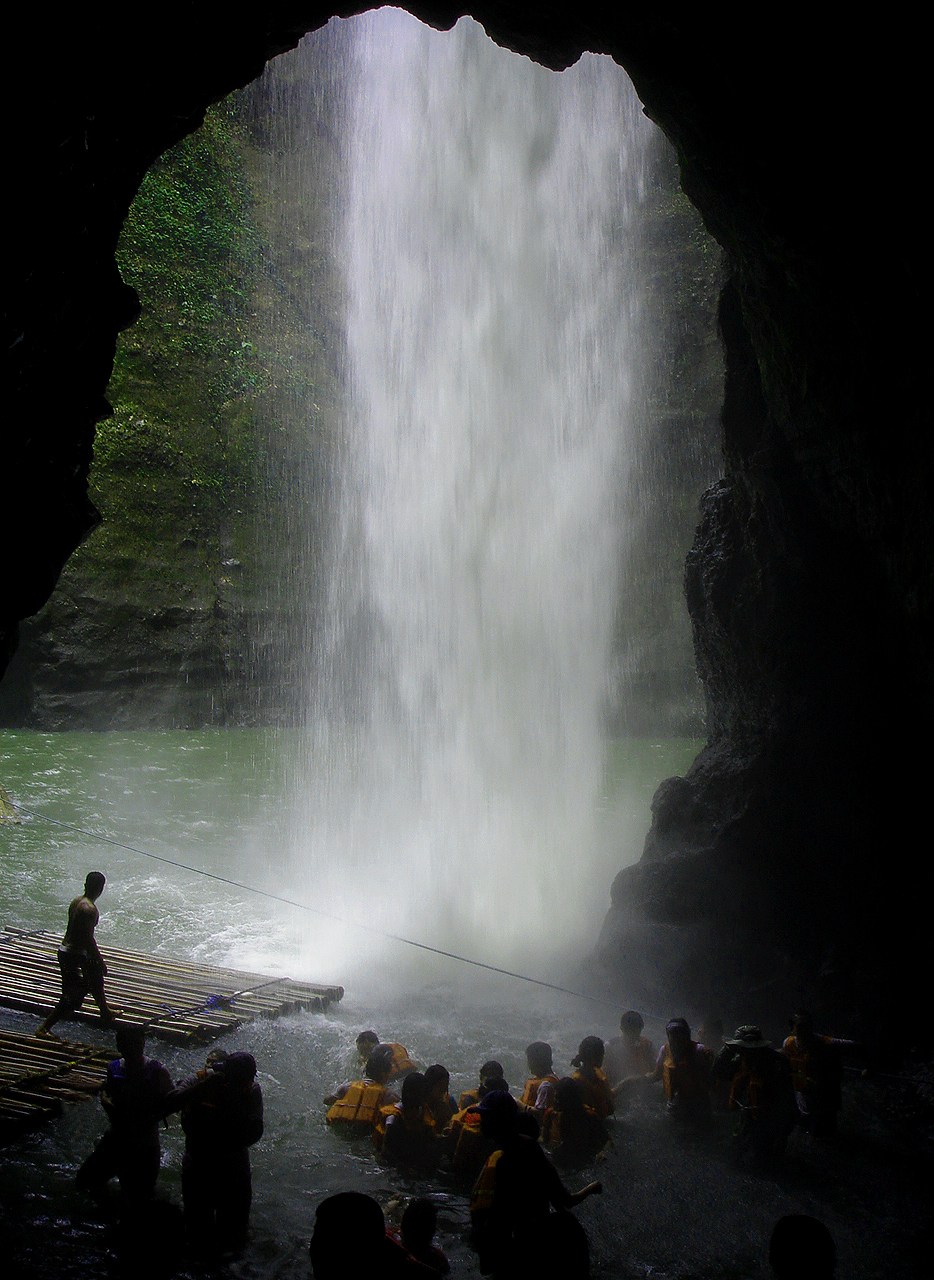
شلالات باغسانجان - في مقاطعة لاغونا بالفلبين

كانت رحلة القارب عامل جذب منذ العصر الاستعماري الإسباني، حيث يعود تاريخ أقدم سجل مكتوب موجود إلى عام 1894. تقع بلدة باغسانجان عند التقاء نهرين، نهر بالاناك ونهر بومبونجان (المعروف أيضًا باسم نهر باجسانجان).
تقع الشلالات الرئيسية ضمن نطاق منطقة كافينتي، لاغونا، على بُعد حوالي 3.2 كيلومتر من حدود كافينتي وباغسانجان، إلا أن الوصول إليها عبر الزوارق، وهو الأكثر شيوعًا، يبدأ من بلدة باغسانجان. وقد أقرّ المجلس البلدي لبلدة كافينتي مرسومًا في 10 فبراير 2009، وقُدّم إلى المجلس التشريعي للبلديات في الفلبين (سانجونيانج بايان)، يقترح فيه إعادة تسمية الشلالات إلى "شلالات كافينتي".

## متنزه وطني

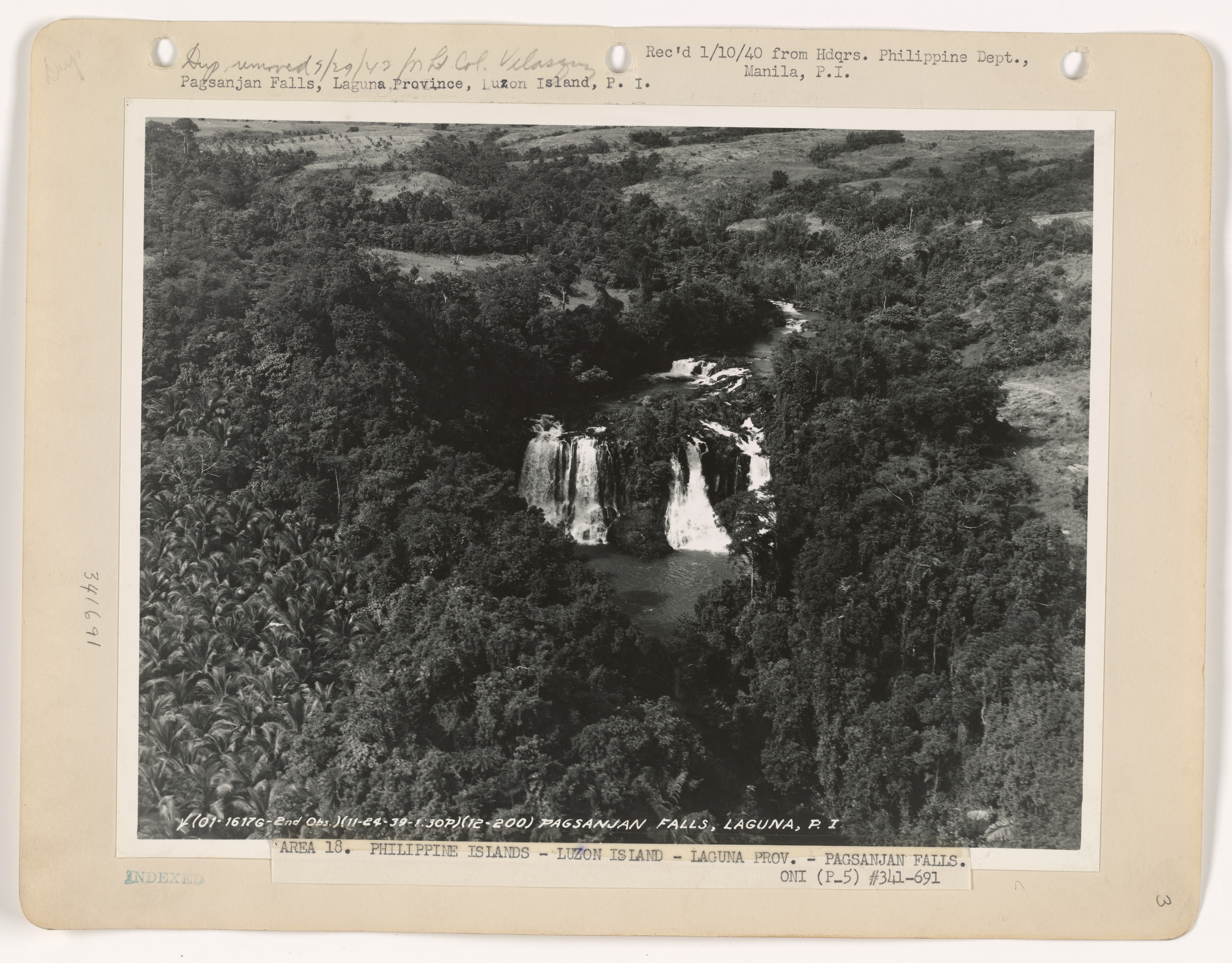
شلالات باغسانجان أو شلالات كافينتي

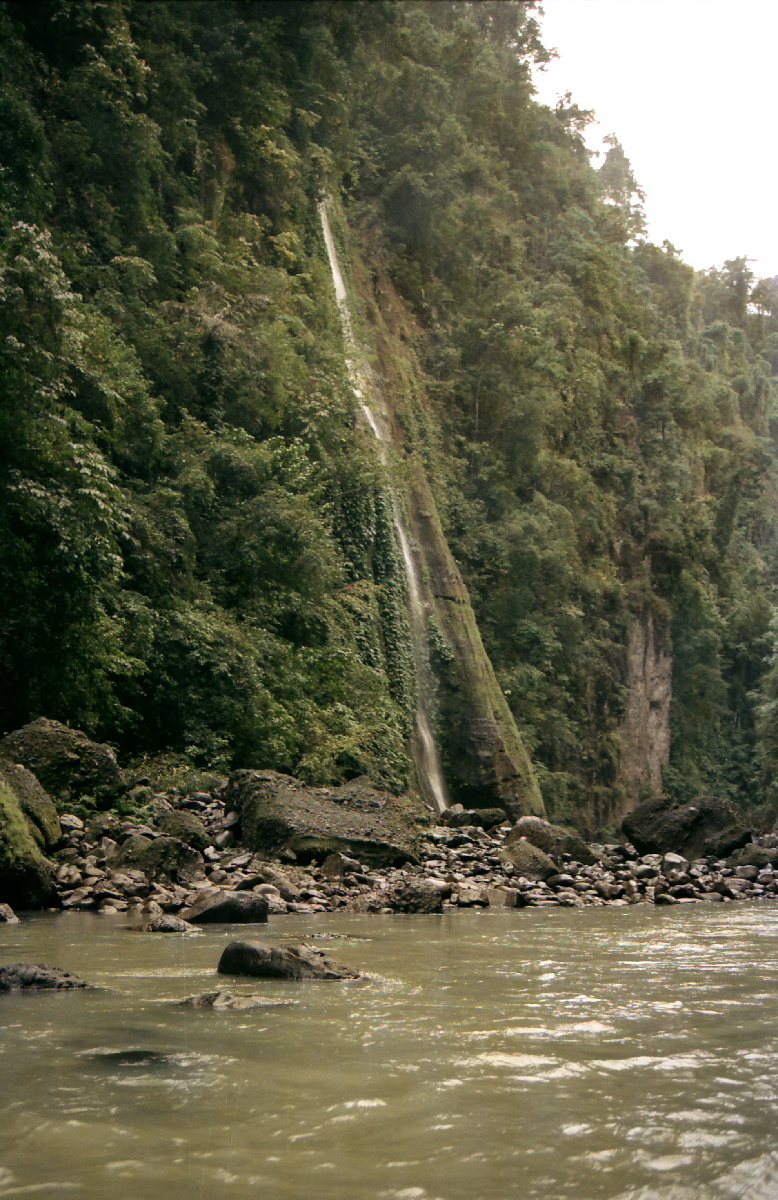
شلالات تالاجيب

تم إعلان الشلالات والوادي كمنتزه وطني بموجب الإعلان رقم 392 في 29 مارس 1939، والإجراء رقم 1551 في 31 مارس 1976. وتغطي حديقة باغسانجان جورج الوطنية مساحة 152.64 هكتارًا (377.2 فدانًا).

## انظر |أيضا
- طابع شلالات باغسانجان